# Xã Baker, Quận Guthrie, Iowa
Xã Baker (tiếng Anh: Baker Township) là một xã thuộc quận Guthrie, tiểu bang Iowa, Hoa Kỳ. Năm 2010, dân số của xã này là 228 người.